# Хол Клемент
Хол Клемент (англ. Hal Clement; 30 мая 1922 — 29 октября 2003) — американский писатель-фантаст, «технарь». Настоящее имя — Гарри Клемент Стаббс (англ. Harry Clement Stubbs). Рисунки на астрономическую тематику создавал под псевдонимом Джордж Ричард. 

## Биография
Родился в Сомервилле. После школы окончил и технический колледж Ринджа в 1939 году, а в 1943 году получил степень бакалавра астрономии в Гарвардском университете, затем и степень магистра педагогики в Бостонском университете (1946) и впоследствии — степень магистра химии в Колледже Симмонса (1963). После окончания Гарварда вступил в армейский воздушный корпус и принимал участие в боевых действиях Второй Мировой войны в качестве пилота бомбардировщика Б-24, совершив 35 боевых вылетов. В 1953 году переходит в военный резерв, а в 1976 году в звании полковника увольняется в запас.
Первый фантастический рассказ Хола Клемента появился в кемпбелловском журнале «Astounding Science Fiction» в июне 1942 года, а первый роман — «Игла» — в 1949 году. Уже в первых произведениях Клемент определился с жанровой направленностью — твёрдая научная фантастика, иногда на грани научных и научно-популярных статей. В 1945 году Клемент пишет рассказ «Uncommon Sense» («Необыкновенное чувство»), за который ему впоследствии присвоят Ретро-Хьюго (1996). В 1953 году на страницах того же «Astounding Science Fiction» появился наиболее известный роман Клемента «Экспедиция „Тяготение“», давший начало Месклинитскому циклу произведений автора.
После войны Хол Клемент поселился в Милтоне и вплоть до 1987 года работал преподавателем в средней школе и в Милтонской академии. Женился Клемент в 1952 году на Мэри Элизабет Майерс. Он оставил после себя двух сыновей (Джордж Клемент и Ричард Майерс) и дочку Кристину Хенсел.
Всего Клемент написал около полутора десятков романов и полсотни повестей и рассказов. 1 мая 1999 года в Питтсбурге ему было присвоено почётное звание «Великий Мастер» премии «Небьюла». Также он дважды был удостоен премии Skylark (1969 и 1997 годы), присуждаемой за вклад в развитие фантастики. Значение его работ для жанра твёрдой фантастики несомненно, в течение полувека Клемент поддерживал актуальность и серьёзность фантастики, ориентированной на естественные науки. Литкритик В. А. Ларионов отмечал: «…Романы Хола Клемента потрясли меня диковинностью описываемых событий и необычностью героев — удивительных созданий, изумительным образом приспособленных к запредельным условиям существования, придуманных для них автором. При этом Клемент, описывая свои невероятные миры, всегда добросовестно обосновывал их существование строгими физическими законами».
Хол Клемент умер во сне ранним утром 29 октября 2003 года.